# ブラックペッパーのたっぷりきいた私の作ったオニオンスライス
『ブラックペッパーのたっぷりきいた私の作ったオニオンスライス』（-わたしの-）は、スターダストレビュー3枚目のシングル。1982年5月25日に発売された。

## 収録曲
両曲　編曲：スターダストレビュー
1. ブラックペッパーのたっぷりきいた私の作ったオニオンスライス
作詞：根本要/寺田正美　作曲：根本要
2. I'm Getting On Without You
作詞・作曲：三谷泰弘

## カバー
- 2021年6月23日に上白石萌音がカバー・アルバム『あの歌』に収録[2]